# Giro dei Paesi Bassi 1998
Il Giro dei Paesi Bassi 1998, trentottesima edizione della corsa, si svolse dal 25 al 29 agosto 1998 su un percorso di 900 km ripartiti in 5 tappe (la terza suddivisa in due semitappe), con partenza da Naaldwijk e arrivo a Venray. Fu vinto dal danese Rolf Sørensen della squadra Rabobank davanti al russo Vjačeslav Ekimov e al belga Peter Van Petegem.

## Tappe
| Tappa  | Data      | Percorso                                | km    | Vincitore di tappa | Leader cl. generale |
| ------ | --------- | --------------------------------------- | ----- | ------------------ | ------------------- |
| 1ª     | 25 agosto | Naaldwijk > Hoorn                       | 178,1 | Jeroen Blijlevens  | Jeroen Blijlevens   |
| 2ª     | 26 agosto | Harlingen > Leeuwarden                  | 197   | Jeroen Blijlevens  | Jeroen Blijlevens   |
| 3ª-1ª  | 27 agosto | Leeuwarden > Groninga                   | 83    | Robbie McEwen      | Jeroen Blijlevens   |
| 3ª-2ª  | 27 agosto | Groninga > Groninga (cron. individuale) | 25,7  | Serhij Honcar      | Rolf Sørensen       |
| 4ª     | 28 agosto | Venray > Landgraaf                      | 237   | Peter Wuyts        | Rolf Sørensen       |
| 5ª     | 29 agosto | Zwolle > Venray                         | 179,2 | Robbie McEwen      | Rolf Sørensen       |
| Totale | Totale    | Totale                                  | 900   |                    |                     |

## Dettagli delle tappe

### 1ª tappa
- 25 agosto: Naaldwijk > Hoorn – 178,1 km

| Pos. | Corridore         | Squadra  | Tempo    |
| ---- | ----------------- | -------- | -------- |
| 1    | Jeroen Blijlevens | TVM      | 4h10'59" |
| 2    | Robbie McEwen     | Rabobank | s.t.     |
| 3    | Giovanni Lombardi | Telekom  | s.t.     |

| Pos. | Corridore         | Squadra | Tempo |
| ---- | ----------------- | ------- | ----- |
| 1    | Jeroen Blijlevens | TVM     |       |

### 2ª tappa
- 26 agosto: Harlingen > Leeuwarden – 197 km

| Pos. | Corridore         | Squadra | Tempo    |
| ---- | ----------------- | ------- | -------- |
| 1    | Jeroen Blijlevens | TVM     | 4h53'59" |
| 2    | Giovanni Lombardi | Telekom | s.t.     |
| 3    | Serhij Ušakov     | TVM     | s.t.     |

| Pos. | Corridore         | Squadra | Tempo |
| ---- | ----------------- | ------- | ----- |
| 1    | Jeroen Blijlevens | TVM     |       |

### 3ª tappa - 1ª semitappa
- 27 agosto: Leeuwarden > Groninga – 83 km

| Pos. | Corridore         | Squadra  | Tempo    |
| ---- | ----------------- | -------- | -------- |
| 1    | Robbie McEwen     | Rabobank | 1h48'22" |
| 2    | Jeroen Blijlevens | TVM      | s.t.     |
| 3    | Giovanni Lombardi | Telekom  | s.t.     |

| Pos. | Corridore         | Squadra | Tempo |
| ---- | ----------------- | ------- | ----- |
| 1    | Jeroen Blijlevens | TVM     |       |

### 3ª tappa - 2ª semitappa
- 27 agosto: Groninga > Groninga (cron. individuale) – 25,7 km

| Pos. | Corridore             | Squadra       | Tempo  |
| ---- | --------------------- | ------------- | ------ |
| 1    | Serhij Honcar         | Cantina Tollo | 32'07" |
| 2    | Peter Meinert Nielsen | US Postal     | a 2"   |
| 3    | Vjačeslav Ekimov      | US Postal     | a 12"  |

| Pos. | Corridore     | Squadra  | Tempo |
| ---- | ------------- | -------- | ----- |
| 1    | Rolf Sørensen | Rabobank |       |

### 4ª tappa
- 28 agosto: Venray > Landgraaf – 237 km

| Pos. | Corridore         | Squadra         | Tempo    |
| ---- | ----------------- | --------------- | -------- |
| 1    | Peter Wuyts       | Vlaanderen 2002 | 4h04'43" |
| 2    | Morten Sonne      | Acceptcard      | s.t.     |
| 3    | Jeroen Blijlevens | TVM             | a 8'21"  |

| Pos. | Corridore     | Squadra  | Tempo |
| ---- | ------------- | -------- | ----- |
| 1    | Rolf Sørensen | Rabobank |       |

### 5ª tappa
- 29 agosto: Zwolle > Venray – 179,2 km

| Pos. | Corridore     | Squadra  | Tempo    |
| ---- | ------------- | -------- | -------- |
| 1    | Robbie McEwen | Rabobank | 5h29'17" |
| 2    | Serhij Ušakov | TVM      | s.t.     |
| 3    | Jan Ullrich   | Telekom  | a 1"     |

| Pos. | Corridore         | Squadra   | Tempo     |
| ---- | ----------------- | --------- | --------- |
| 1    | Rolf Sørensen     | Rabobank  | 21h08'06" |
| 2    | Vjačeslav Ekimov  | US Postal | a 2"      |
| 3    | Peter Van Petegem | TVM       | a 10"     |

## Classifiche finali

### Classifica generale
| Pos. | Corridore          | Squadra                   | Tempo     |
| ---- | ------------------ | ------------------------- | --------- |
| 1    | Rolf Sørensen      | Rabobank                  | 21h08'06" |
| 2    | Vjačeslav Ekimov   | US Postal Service         | a 2"      |
| 3    | Peter Van Petegem  | TVM-Farm Frites           | a 10"     |
| 4    | Lance Armstrong    | US Postal Service         | a 11"     |
| 5    | Jan Ullrich        | Team Deutsche Telekom-ARD | a 12"     |
| 6    | Servais Knaven     | TVM-Farm Frites           | a 15"     |
| 7    | Serhij Honcar      | Cantina Tollo             | a 19"     |
| 8    | Martin Rittsel     | Cantina Tollo             | a 36"     |
| 9    | Robbie McEwen      | Rabobank                  | a 51"     |
| 10   | Maarten den Bakker | Rabobank                  | a 53"     |